# Fastenal
Fastenal (NASDAQ: FAST) é uma empresa americana distribuidora de materiais de segurança (EPI'S), que opera com o aluguel de máquinas automáticas de distribuição, para pequenas, médias e grandes empresas. A empresa opera em 26 países diferentes, incluindo no Brasil.
A Fastenal, produz máquinas automáticas, parecidas com as de distribuição de alimentos e bebidas, mas com um propósito diferente. Nela, são retirados (EPI'S), como luvas, respiradores, óculos e protetores, para que funcionários de determinada empresa, possam trabalhar com segurança.
O material retirado, fica registrado no nome, e número de identificação do usuário. Através de um programa, o administrador consegue obter o acesso a quantidade de retiradas, o tipo de objeto retirado, e informações mais técnicas, como a data e horário da retirada.
O abastecimento das máquinas é realizado pela Fastenal, de acordo com a demanda solicitada, com os materiais requisitados. A empresa lucra com o aluguel das máquinas automáticas, junto à comissão cobrada pela compra dos produtos que serão redistribuídos para a segurança dos funcionários.

### Controle de Distribuição das Máquinas Automáticas
Cada usuário é cadastrado pela empresa contratante dos serviços com um número de identificação e uma senha. Para a retirada ser autorizada, o usuário deve digitar seu número de identificação, junto à senha de acesso. O administrador pode restringir determinados objetos para um determinado grupo de pessoas, e até também definir um limite de retiradas, que pode ser definido como diário, semanal ou mensal. O sistema é eficiente, e evita desperdícios para a empresa contratante, ou retiradas mal intencionadas. A máquina requer uma conexão de internet cabeada para se conectar ao servidor de controle.